# B&B (雞尾酒)
B&B是指用白兰地（Brandy） 和廊酒（Bénédictine）各占一半调出的鸡尾酒，可以将干邑白兰地浮到廊酒上面，分成两层，互不混淆；也可以用摇酒壶摇匀。